# Herat
Herat (persisch هرات, DMG Herāt, in der Antike Haraiva[ta]) ist eine Stadt im westlichen Afghanistan im Tal des Hari Rud.
Sie ist die Hauptstadt der Provinz Herat und die zweitgrößte Stadt des Landes nach Kabul. Der Großteil der 632.206 Einwohner sind Tadschiken (Eigenbezeichnung Farsi).

## Geographie

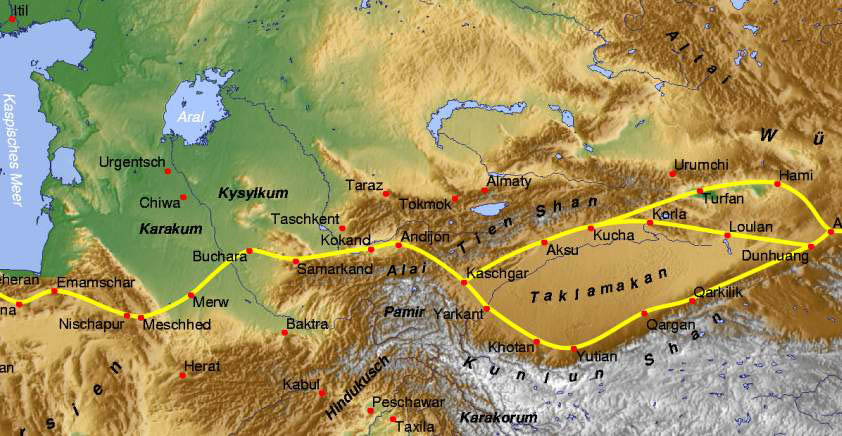
Zentralasien mit Seidenstraße

### Klima
Die Temperaturen schwanken im Winter zwischen 5 und 10 °C und liegen im Sommer um 30 °C.
|                       | Jan  | Feb  | Mär  | Apr  | Mai  | Jun  | Jul  | Aug  | Sep  | Okt  | Nov  | Dez  |   |      |
| Mittl. Tagesmax. (°C) | 9,1  | 11,9 | 17,9 | 24,0 | 29,6 | 35,0 | 36,7 | 35,1 | 31,4 | 25,0 | 17,8 | 12,0 | ⌀ | 23,8 |
| Mittl. Tagesmin. (°C) | −2,9 | −0,6 | 3,8  | 9,1  | 13,3 | 18,2 | 21,2 | 19,2 | 13,2 | 7,4  | 1,0  | −1,4 | ⌀ | 8,5  |
|                       |      |      |      |      |      |      |      |      |      |      |      |      |   |      |
| Niederschlag (mm)     | 52   | 45   | 55   | 29   | 10   | 0    | 0    | 0    | 0    | 2    | 11   | 36   | Σ | 240  |
|                       |      |      |      |      |      |      |      |      |      |      |      |      |   |      |
| Sonnenstunden (h/d)   | 4,8  | 5,4  | 6,5  | 7,9  | 10,6 | 12,1 | 12,2 | 11,1 | 10,8 | 8,8  | 7,8  | 4,6  | ⌀ | 8,6  |
|                       |      |      |      |      |      |      |      |      |      |      |      |      |   |      |
| Regentage (d)         | 6    | 8    | 7    | 4    | 1    | 0    | 0    | 0    | 0    | 1    | 1    | 6    | Σ | 34   |
|                       |      |      |      |      |      |      |      |      |      |      |      |      |   |      |
| Luftfeuchtigkeit (%)  | 72   | 69   | 62   | 56   | 45   | 34   | 30   | 30   | 34   | 42   | 55   | 67   | ⌀ | 49,6 |

| −2,9 |

| −0,6 |

| 3,8 |

| 9,1 |

| 13,3 |

| 18,2 |

| 21,2 |

| 19,2 |

| 13,2 |

| 7,4 |

| 1,0 |

| −1,4 |

| −2,9 |

| −0,6 |

| 3,8 |

| 9,1 |

| 13,3 |

| 18,2 |

| 21,2 |

| 19,2 |

| 13,2 |

| 7,4 |

| 1,0 |

| −1,4 |

## Geschichte

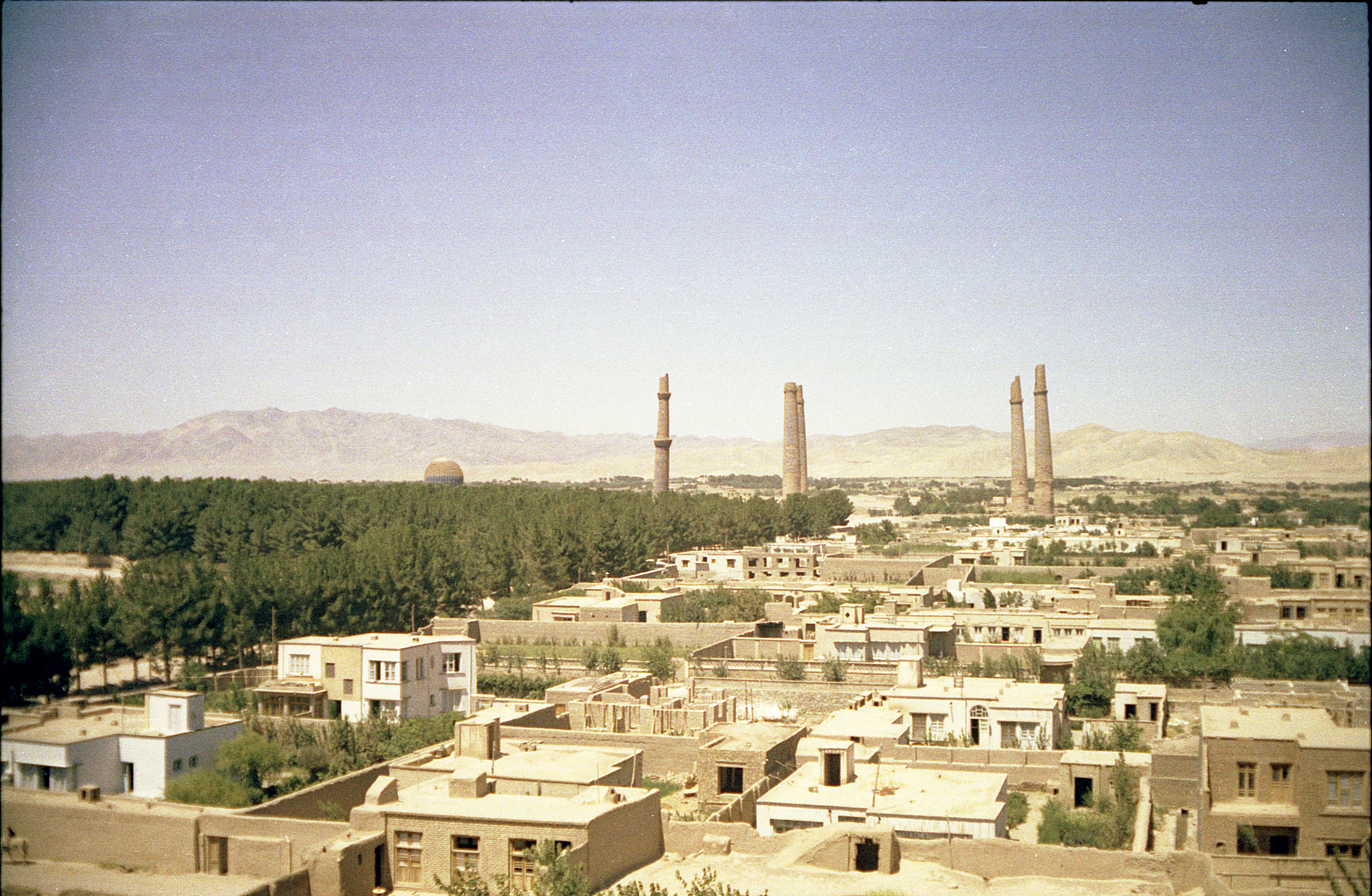
Blick auf Herat, 1969

Der iranische Stamm Aria, altpersisch Haraiva[ta], altgriechisch Artakoana, siedelte um 800 v. Chr. in der Oase Hera. Artakoana war die Hauptstadt der Region Aria und der gleichnamigen persischen Satrapie.

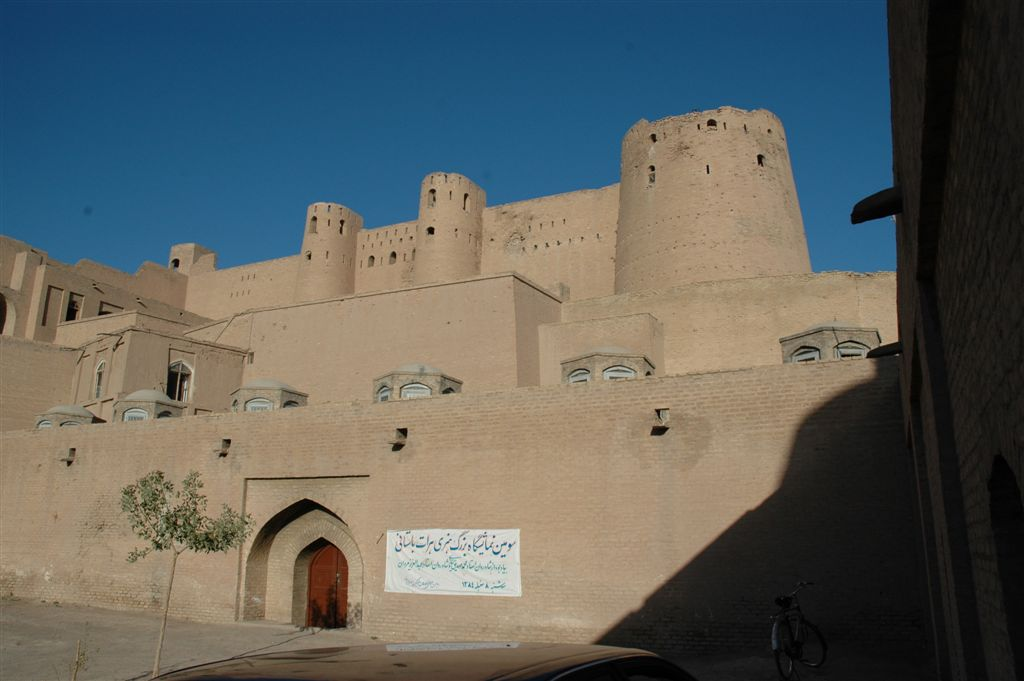
Die unter Alexander erbaute Zitadelle in Herat

Alexander der Große eroberte die Stadt 330 v. Chr. und baute sie unter dem Namen Alexandria in Aria zu einem militärischen Stützpunkt aus. In dieser Zeit entstand die berühmte Zitadelle der Stadt. Die Region um Herat wurde nach dem Fall der Seleukiden von den einheimischen Parthern erobert – von hier aus begann die Gründung des mächtigen Parther-Imperiums.
Mit dem Fall der persischen Sassaniden wurde Herat Teil des muslimischen Kalifats. Die Samaniden erhoben Herat später zu einer Residenzstadt und entwickelten sie zu einem Zentrum der persischen Kunst, Kultur und Literatur.
Um 1000 n. Chr. eroberten die türkischen Ghaznawiden die Stadt und circa 1040 die Seldschuken. Ab 1150 herrschten hier die einheimischen Ghuriden, bevor die Stadt 1215 an die Choresm-Schahs fiel.
In Firu-zkuh bei Herat gibt es 20 Grabsteine von persischen Juden. Die Inschriften belegen für 1115–1215 die Existenz einer jüdischen Gemeinde, die einen Friedhof besaß.

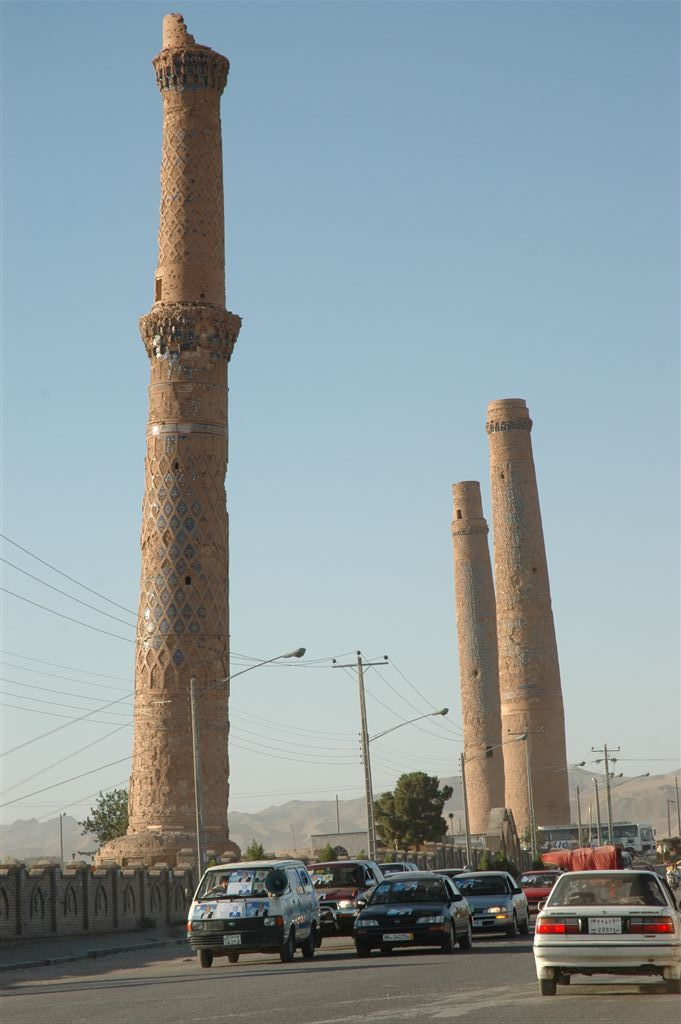
Ruinen des Musalla-Komplexes

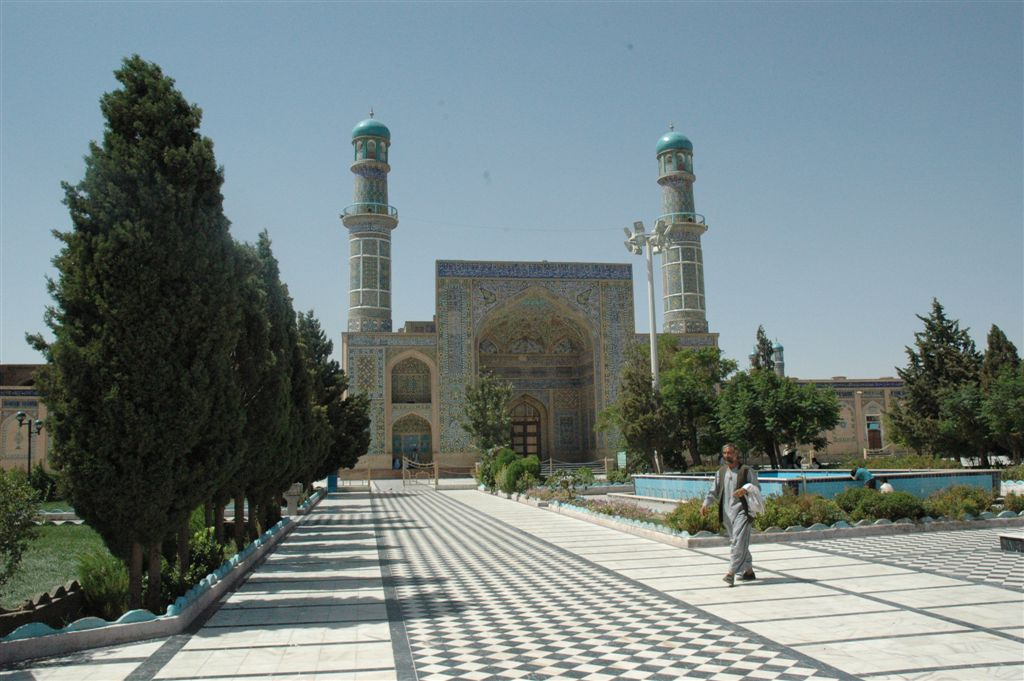
Freitagsmoschee in Herat

In dieser Zeit war Herat ein wichtiges Zentrum der Herstellung von Metallwaren, besonders Bronze, die oft mit kunstvollen Einlegearbeiten aus wertvollen Metallen verziert wurden.
1220/1221 kamen die Mongolen unter Dschingis Khan und zerstörten mehrmals Herat. Im Jahre 1245 wurde die Stadt an die Kartiden vergeben, einer Vasallendynastie der Mongolen, unter der sich Herat wieder erholen konnte.
Timur Lang zerstörte Herat um 1381. Unter seinem Sohn Schāh Ruch wurde es wieder aufgebaut und zur Hauptstadt Chorasans und des Timuridenreiches erklärt. Schah-Ruchs Frau Gauhar-Schad errichtete hier u. a. den Musallā-Komplex mit seinen zum Teil noch heute stehenden Minaretten. 1452–75 übernahm Abu l-Qasim Babur die Herrschaft, dem 1459 Abu Sa'id und 1469–1506 Husain Baiqara folgten. Unter Husain Baiqara blühte die Stadt noch einmal auf – er förderte die Landwirtschaft und festigte die timuridische Herrschaft.
Die Usbeken eroberten 1507 Herat; 1510 wurde die Stadt von Ismail Safawi eingenommen. Herat wurde wieder Teil von Persien und blieb bis zur Eroberung durch die Afghanen eine der wichtigsten Städte der Safawiden in Chorasan.

Ein Werbeplakat aus dem Jahre 1910

Die Stadt gehörte Anfang des 18. Jahrhunderts zum safawidischen Persien, das jedoch an Macht verlor. 1717 gewann die regionale Paschtunengruppe der Abdali die Macht. Zwischen 1718 und 1880 gab es viele Schlachten um Herat. 1731 gewann Nader Schah die Kontrolle über die Stadt. 1749 eroberte der Paschtune („Afghane“) Ahmad Schah Durrani Herat von den Persern und vereinigte die Städte Kandahar und Kabul zu seinem neuen afghanischen Reich. Um 1800 begannen Machtkämpfe zwischen den beiden herrschenden Clans der Durranis, die 1819 faktisch ein autonomes Emirat unter der einen Dynastielinie zur Folge hatten. Besitzansprüche der Perser führten im Lauf des 19. Jahrhunderts zu mehreren Schlachten um die Stadt, die 1852 und 1856 von Persern besetzt und zu großen Teilen zerstört wurde.
In der ersten Hälfte des 19. Jahrhunderts begann The Great Game, das politische Schachspiel der beiden europäischen Kolonialmächte Russland und Großbritannien um Zentralasien. Der Konflikt endete 1887, und mit Afghanistan entstand eine Pufferzone zwischen Russland und Britisch-Indien, die gleichzeitig die Unabhängigkeit Persiens und Afghanistans versicherte.
Im Jahr 1837 belagerte die persische Armee Mohammed Schah Herat. Der zufällig in Herat anwesende britische Artillerieoffizier Eldred Pottinger bot dem Emir von Herat seine Dienste an. Ihm wurde die Verteidigung übertragen und es gelang, die Stadt zu halten. Der russische Botschafter Graf Iwan Ossipowitsch Simonitsch übernahm das Kommando über die persische Armee. Daraufhin landeten britische Truppen am Persischen Golf. Dies hatte zur Folge, dass sich die persischen Truppen zurückzogen und sowohl Simonitsch, als auch Witkewitsch nach Russland zurückbeordert wurden. Diese Situation führte schließlich zum Ersten Anglo-Afghanischen Krieg.
1863 wurde Herat von Dost Mohammed, dem Begründer der Baraksai-Dynastie eingenommen. 1879 unterstellte sein Enkel Mohammed Yakub Khan, Emir Afghanistans aus Herat, das Land der britischen Kontrolle. Erst mit Abdur Rahman Khan, der von 1880 bis 1901 regierte, kam es zu einer Periode relativer politischer Stabilität und kulturellen Wiederbelebung. Die ausgeprägte Musikszene in Herat war zu dieser Zeit bis Anfang des 20. Jahrhunderts persisch, im Unterschied zu der von Indien beeinflussten Musik Kabuls.
Schon vor der sowjetischen Invasion Afghanistans Ende 1979 gab es eine umfangreiche Präsenz von sowjetischen Beratern mit ihren Familien in Herat. Vom 10. bis zum 20. März 1979 meuterte die Armee in der Stadt unter Führung von Ismail Khan und 350 Sowjetbürger wurden getötet. Die Sowjets bombardierten die Stadt, was zu umfangreichen Zerstörungen und zu tausenden Toten führte, und eroberten die Stadt mit Panzern und Fallschirmjägern zurück.
Ismail Khan wurde Mudschahedin-Kommandeur und nach dem Abzug der Sowjets Gouverneur von Herat. 1995 eroberten die Taliban Herat. In dieser Zeit entstand das geheime Frauencollege „Goldene-Nadel-Nähschule“. Am 12. November 2001 – nach dem Aufstand in Herat – fiel die Stadt an die Nordallianz und Ismail Khan kam in der Region wieder an die Macht.
Im Jahre 2004 setzte Hamid Karzai Ismail Khan ab und ernannte Said Mohammad Kheir-Khowa zum neuen Gouverneur. Kurz danach rebellierten die Einwohner Herats, da sie mit der Entscheidung Karzais nicht einverstanden waren.
Im Zuge des Vormarsches der Taliban im Sommer 2021 drangen deren Kämpfer am 12. August 2021 in die Stadt ein. Prominente Vertreter der Lokalregierung setzten sich daraufhin offenbar in eine nahegelegene Armeebasis ab, wo sie gemeinsam mit Vertretern der örtlichen afghanischen Sicherheitskräfte die Kontrolle über Herat nach Verhandlungen noch am gleichen Tag an die Taliban übergaben.
Am 7. und 11. Oktober 2023 ereigneten sich schwere Erdbeben in der Region von Herat. Das Epizentrum lag 40 Kilometer nordwestlich der Stadt. Mit einer Stärke von 6,3 auf der Richterskala handelte es sich um die schwersten Beben seit 1998. Die Taliban gaben nach dem ersten Beben am 7. Oktober bekannt, dass über 2000 Menschen starben, die gleiche Anzahl an Personen wurde verletzt. Die Weltgesundheitsorganisation (WHO) ging davon aus, dass circa 4200 Menschen von der Katastrophe betroffen sind und mindestens 600 Häuser zerstört wurden.
Bevölkerungsentwicklung der Agglomeration laut UN
| Jahr | Einwohnerzahl |
| ---- | ------------- |
| 1950 | 82.000        |
| 1960 | 89.000        |
| 1970 | 102.000       |
| 1980 | 144.000       |
| 1990 | 183.000       |
| 2000 | 234.000       |
| 2010 | 359.000       |
| 2017 | 519.000       |

## Kultur

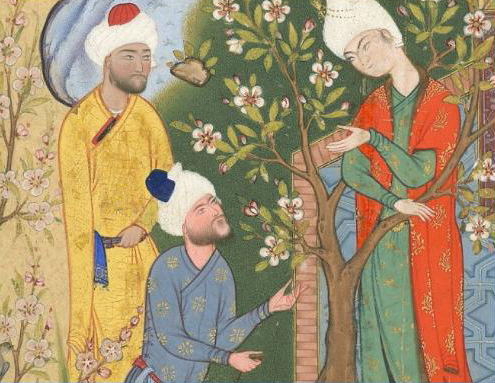
Illustration zu Dschamis Haft Awrang

Herat war lange Zeit ein Zentrum der persisch-muslimischen Kulturwelt. Besonders bekannt ist die Stadt für ihre bedeutende Kunst- und Literaturtradition. Einer der bekanntesten Dichter Persiens, Dschāmi, der gleichzeitig als der letzte bedeutende Sufi-Meister des Mittelalters gilt, war aus Herat.
Auch der Halveti- und der Cheschti Sufi-Orden wurden in Herat gegründet. Eine weitere Berühmtheit der Stadt war Ustad Kamal-ud Din Behzad, der bedeutendste Vertreter der persisch-muslimischen Miniaturmalerei.
Herat ist zudem für seine handgeknüpften Perserteppiche bekannt. Der (nach der Stadt benannte) Herat-Stil gehört zu den teuersten und bekanntesten seiner Art.
Bis zum Zerfall des Safawiden-Reichs war Herat, damals auch bekannt als Perle Persiens, die zweitgrößte Stadt des Königreichs und die wichtigste Metropole im Osten Persiens.

## Sehenswürdigkeiten
Herat ist eine alte Stadt mit vielen historischen Bauwerken, obwohl diese unter den militärischen Auseinandersetzungen der letzten Jahrzehnte litten. Die meisten Gebäude sind aus Lehmziegeln erbaut. Die kürzlich wiederaufgebaute Zitadelle von Herat, die unter Alexander dem Großen errichtet wurde, beherrscht die Ansicht der Stadt. Im 15. bis 17. Jahrhundert wurde Herat auch als das Florenz Asiens bezeichnet.
Der Park Takht-e Safar ist ein beliebtes Naherholungsziel in Herat mit Ausblicke über die Stadt.

## Bildung und Forschung
In Herat wird zurzeit die Universität im nördlichen Teil der Stadt aufgebaut. Trotz der Aufbauarbeiten, findet der Lehrbetrieb in den schon errichteten Gebäuden statt. Es gibt derzeit 10 Fakultäten:
1. Agrarwirtschaft
2. Naturwissenschaften
3. Bildungs- und Erziehungswissenschaften
4. Wirtschaftswissenschaften
5. Ingenieurwissenschaften
6. Bildende Künste
7. Islamische Studien
8. Literaturwissenschaften
9. Jura und Politikwissenschaften
10. Informatik

## Verkehr
Die Stadt hat eine günstige Lage an den Handelsrouten zwischen Iran, Indien, der Volksrepublik China und Europa. Die Straßen nach Turkmenistan und Iran sind von strategischer Bedeutung.
Der Flughafen Herat liegt 10 km südöstlich an der Straße nach Farah. Fluglinien wie Ariana Afghan Airlines und Kam Air fliegen ihn an.
Eine Bahnstrecke von der iranischen Stadt Khaf ist in Bau.

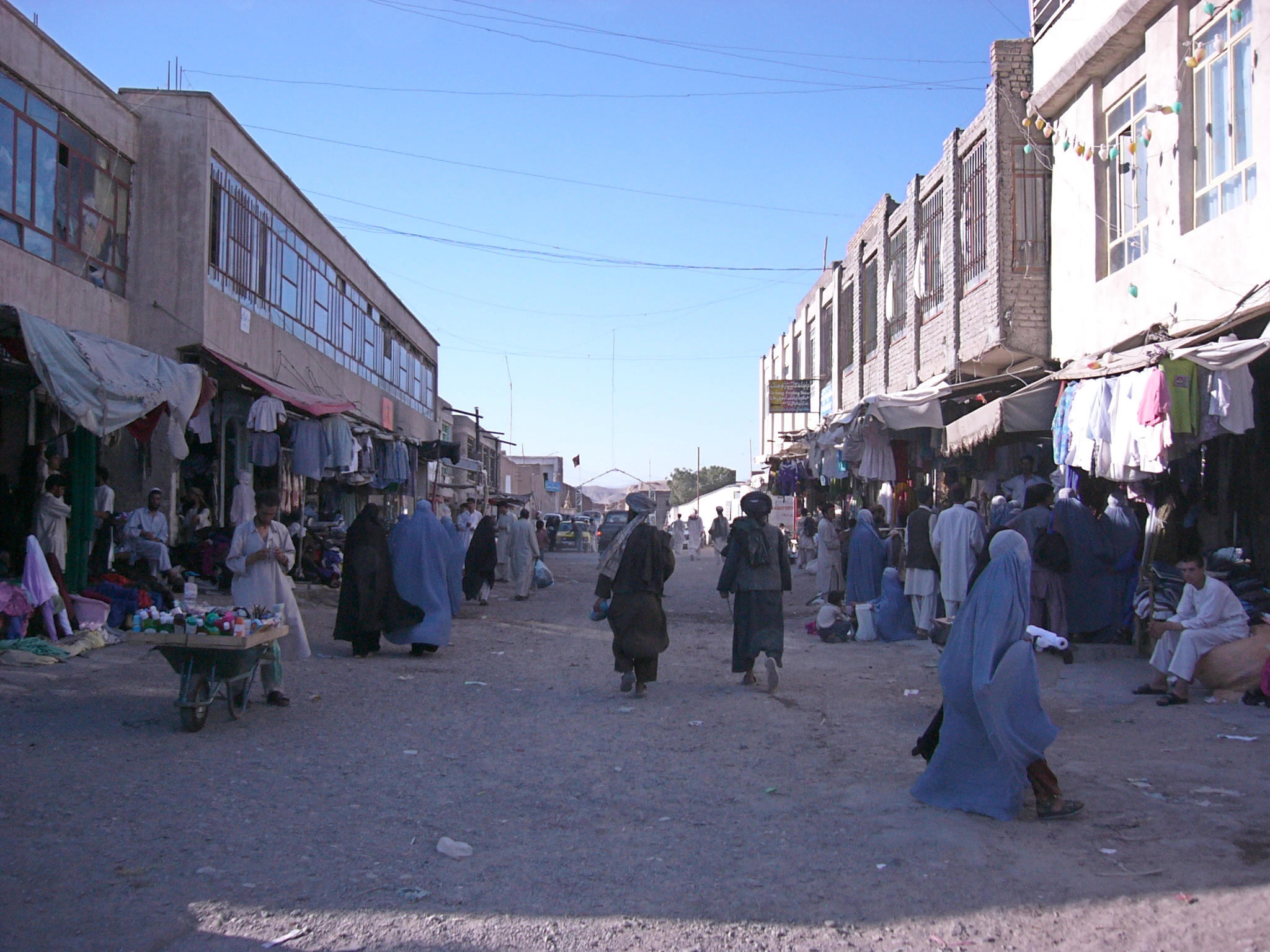
Kleiderbasar
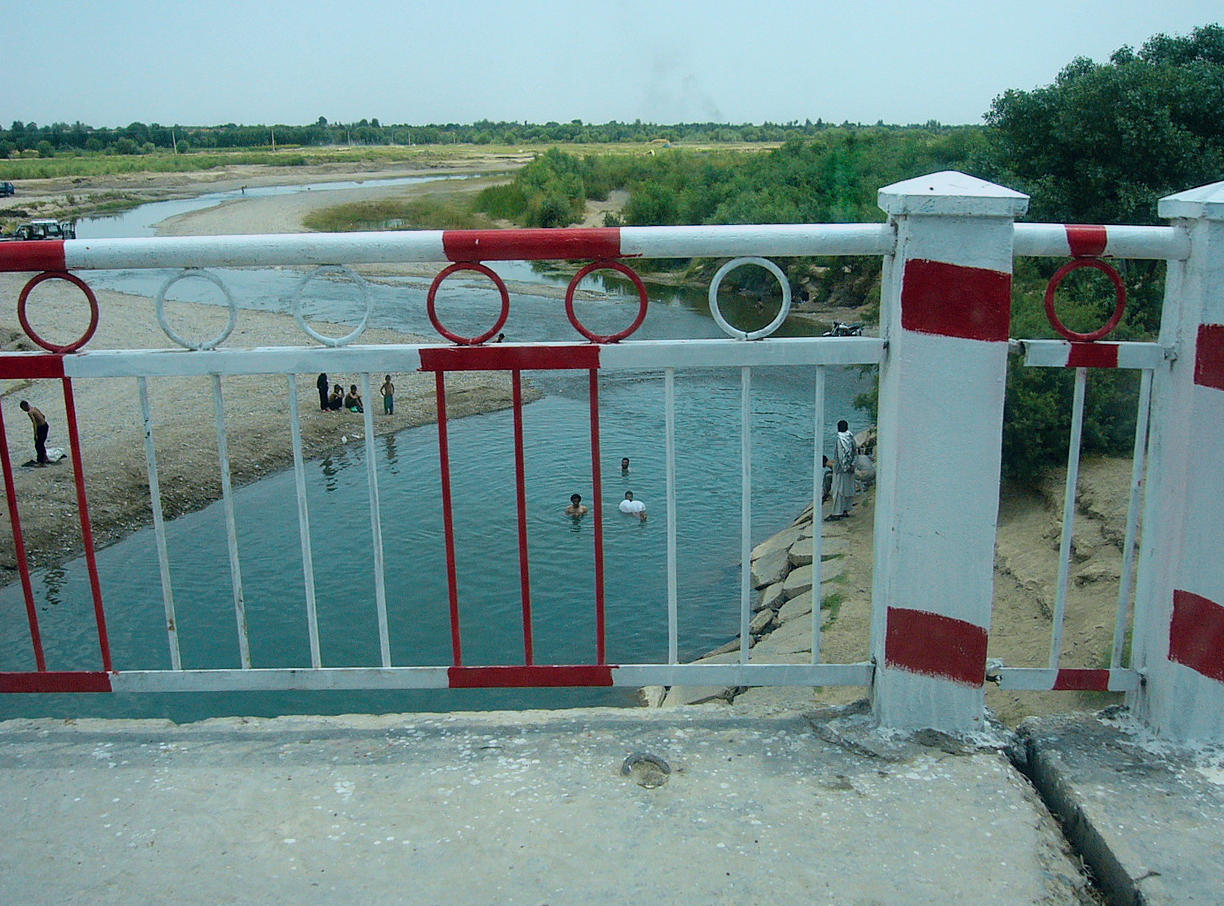
Brücke über den Hari Rud
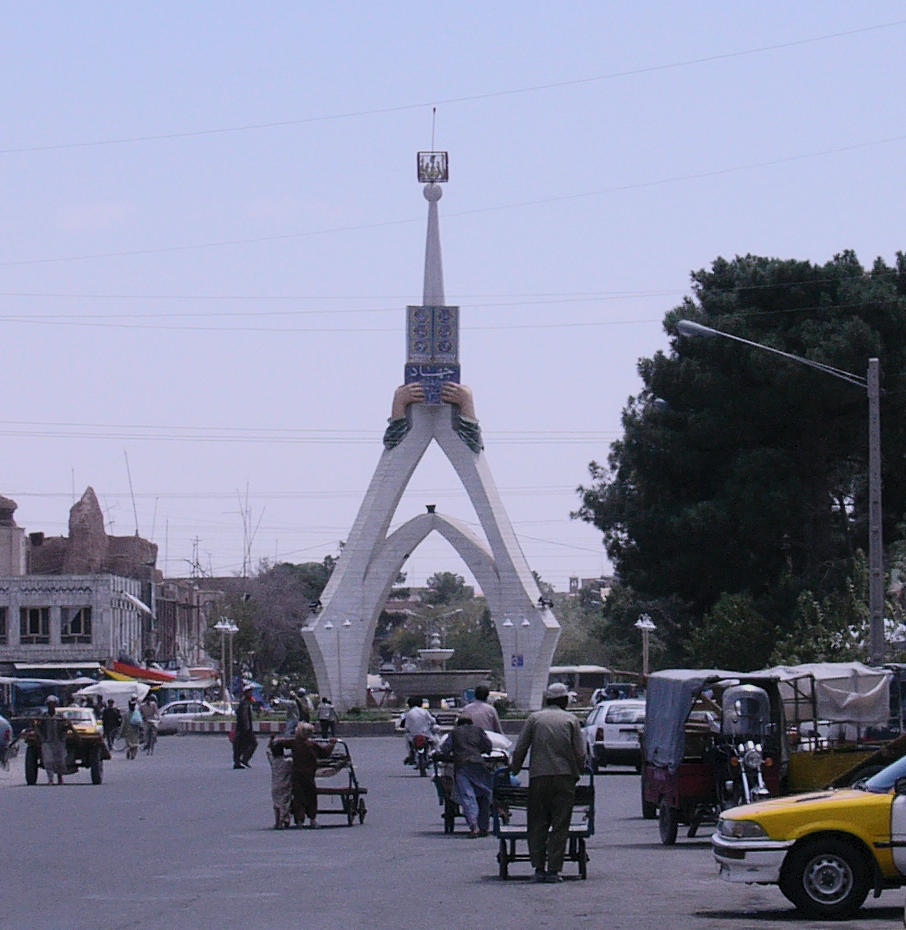
Denkmal Dschihad
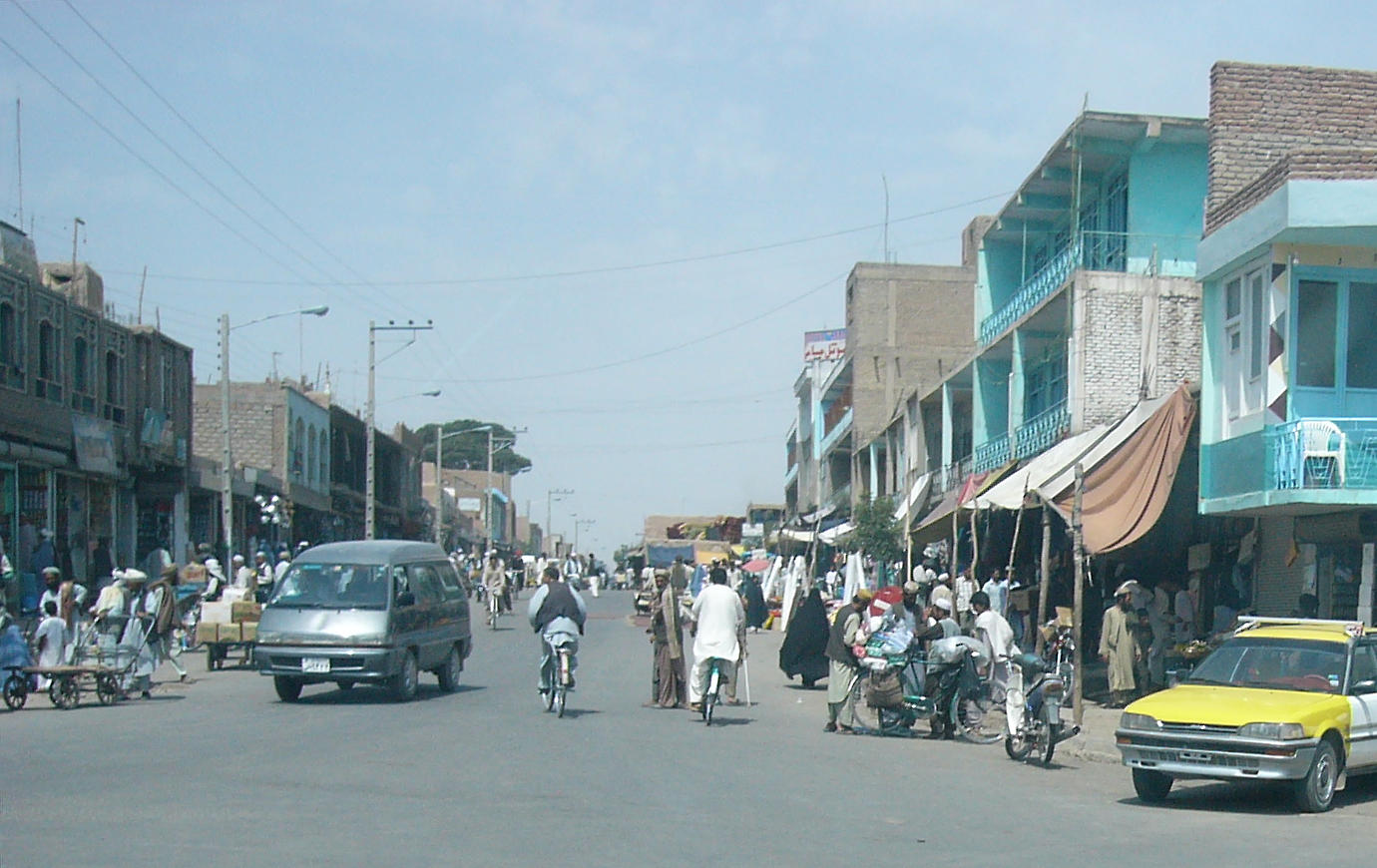
Straße
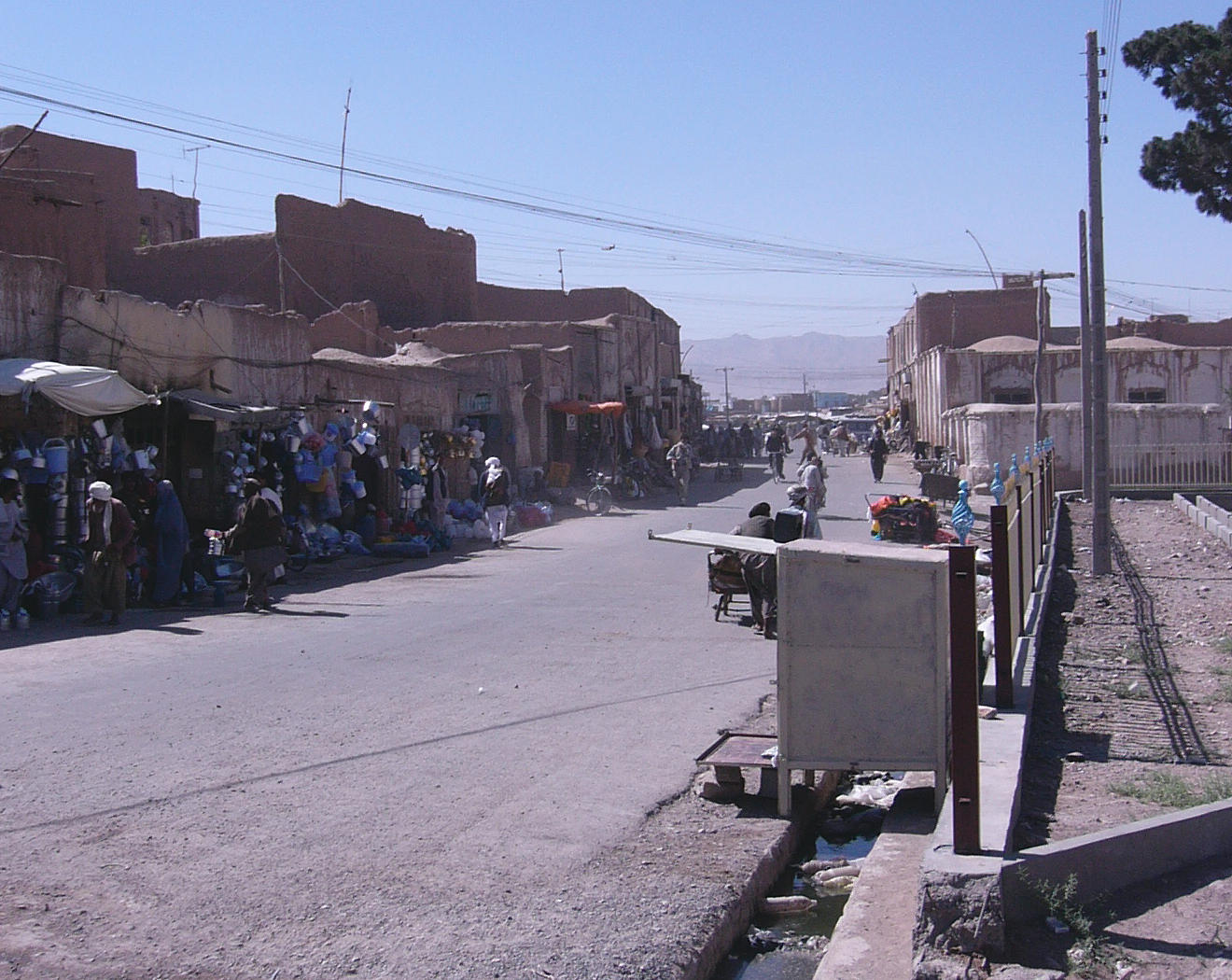
Bazar

## Söhne und Töchter der Stadt
- Chwadscha Abdullah Ansari (1006–1089), persischer Sufi-Dichter
- Dschāmi (1414–1492), persischer Sufi-Meister und klassischer Dichter
- Mir ʿAli Schir Nawāʾi (1441–1501), tschagatai-türkischer Dichter, Politiker und Bauherr
- Gauhar-Schad († 1457), Ehefrau des timuridischen Sultans Schāh Ruch
- Ustad Kamal-ud Din Behzad (* zwischen 1460 und 1466; † 1535/1536), persischer Miniaturmaler
- Abbas der Große (1571–1629), Schah Persiens aus der Dynastie der Safawiden
- Mashal (1917–1998), Minitaturkünstler des Behzad'schen Tradition
- Mohammad Rahim Khushnawaz (1943–2011), afghanischer Rabābspieler
- Ismael Khan (* 1946), Freiheitskämpfer und Politiker
- Latif Nazemi (* 1947), persischer Dichter und Literaturwissenschaftler
- Gada Mohammad, Musiker, dutar-Spieler
- Aziz Herawi (* um 1952), Musiker, dutar- und rubab-Spieler
- Rangin Dadfar Spanta (* 1953), ehemaliger afghanischer Außenminister
- Mahbuba Maqsoodi (* 1957), deutsch-afghanische Künstlerin
- Zebulon Simentov (* 1960), afghanischer jüdischer Geschäftsmann
- Mirwais Sadik (1973–2004), afghanischer Politiker
- Nadia Anjuman (1980–2005), afghanische Dichterin
- Roya Sadat (* 1983), afghanische Regisseurin, Drehbuchautorin und Produzentin
- Amena Karimyan (* 1996), Bauingenieurin und Astronomin
- Noor Ahmad (* 2005), Cricketspieler
- Amirjan Sabori, Musiker

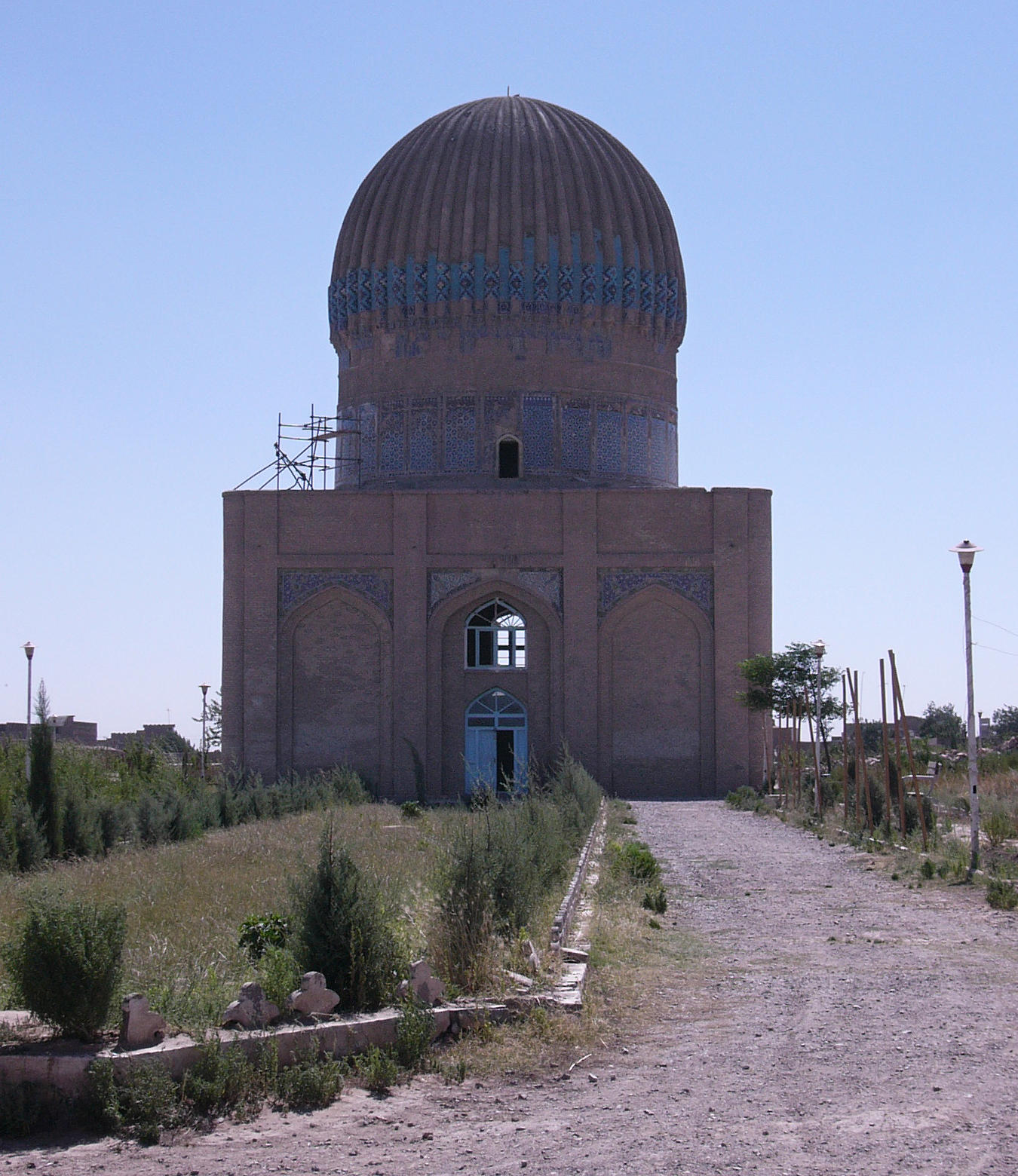
Grab der Gauhar-Schad
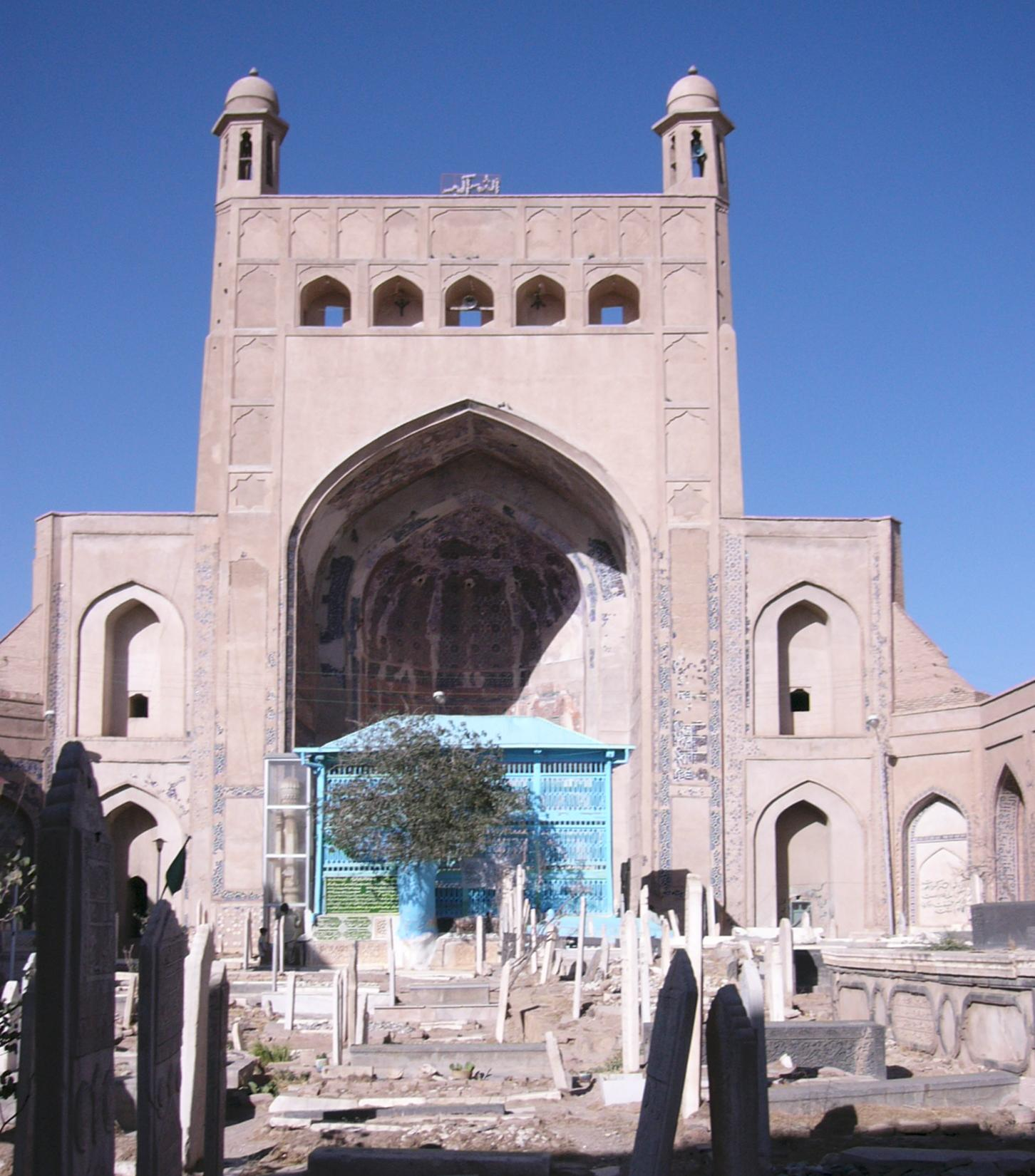
Grabmal des Dichters Abdullah Ansari
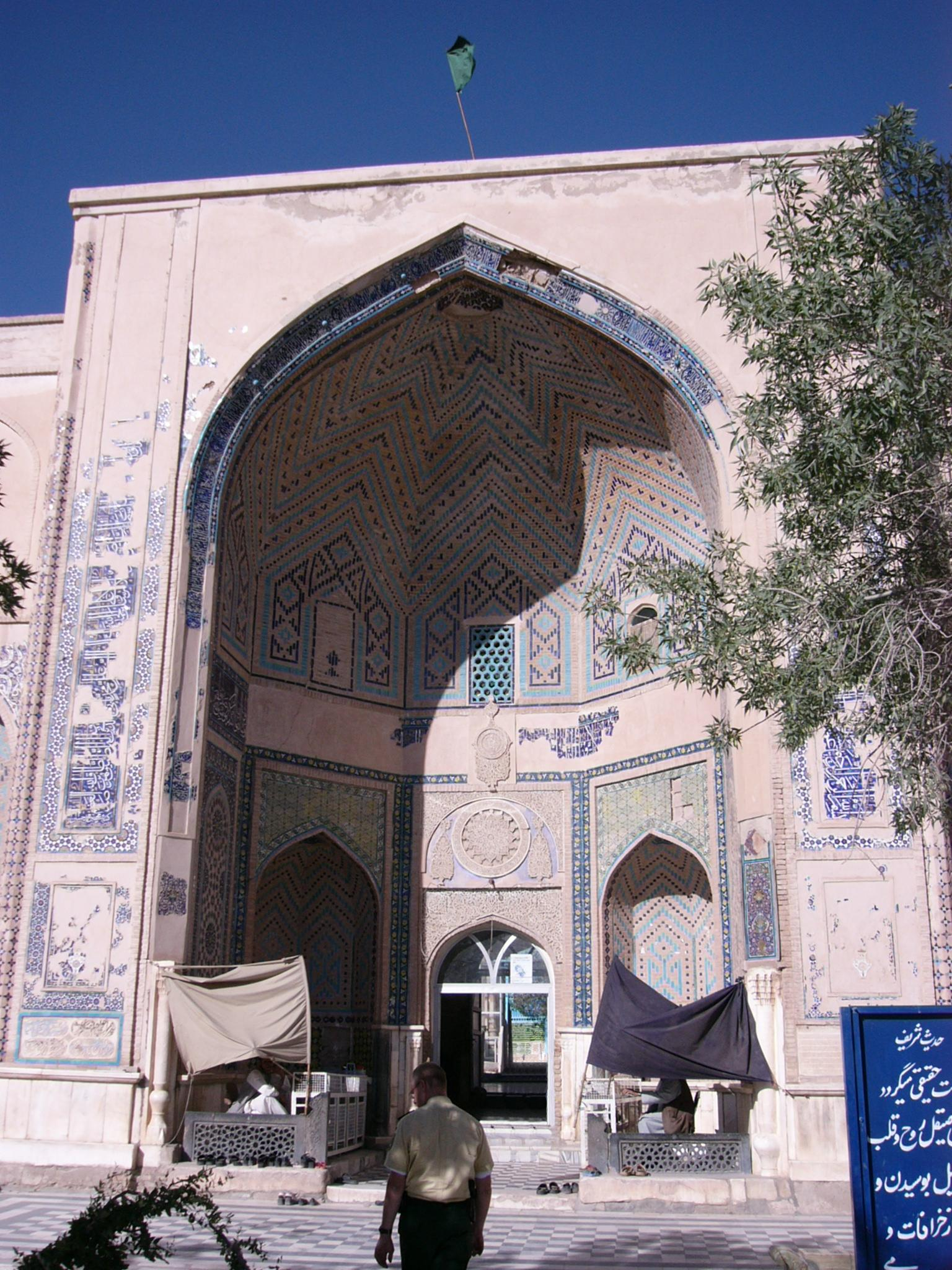
Portal
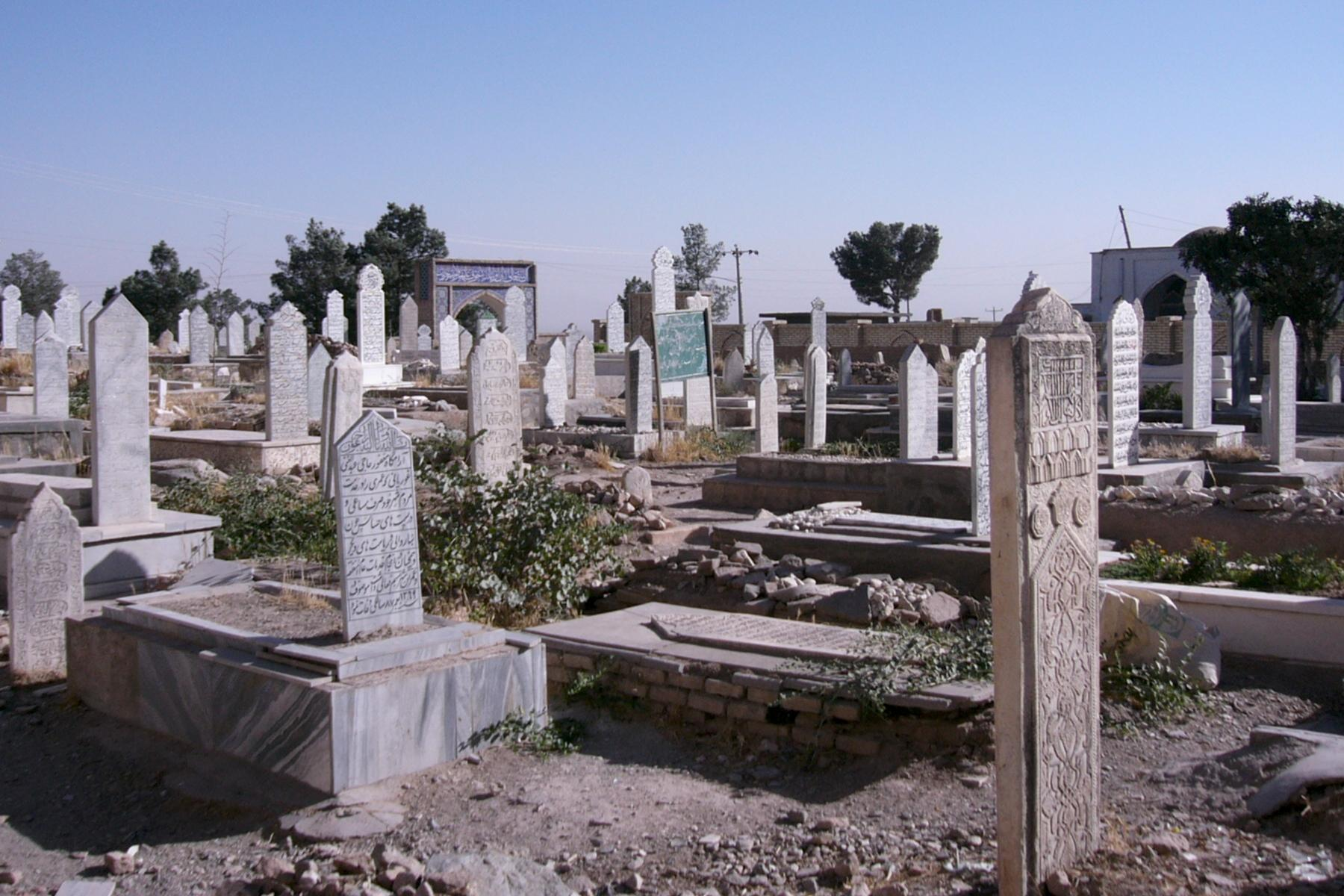
Friedhof